# Hirano Nagayasu
Hirano Nagayasu (平野長泰, 1559-8 juin 1628) est un samouraï, obligé du seigneur de guerre japonais Toyotomi Hideyoshi durant l'époque Azuchi-Momoyama au XVIIe siècle. Il est connu pour être une des Sept lances de Shizugatake. Il sert du côté de l'armée de l'Est à la bataille de Sekigahara, puis change à nouveau d'allégeance et demande à servir auprès du clan Toyotomi au siège d'Osaka quinze ans plus tard, mais il est refusé.
Nagayasu devient hatamoto à l'époque d'Edo.

## Source de la traduction
- (en) Cet article est partiellement ou en totalité issu de l’article de Wikipédia en anglais intitulé « Hirano Nagayasu » (voir la liste des auteurs).